# Internazionali di Tennis Castel del Monte 2022
Gli Internazionali di Tennis Castel del Monte 2022 sono stati un torneo maschile di tennis professionistico. È stata la 7ª edizione del torneo, facente parte della categoria Challenger 80 nell'ambito dell'ATP Challenger Tour 2022, con un montepremi di 45 730 €. Si è svolto dal 21 al 27 novembre 2022 sui campi in cemento indoor del PalaSport di Andria, in Italia.

## Partecipanti

### Teste di serie
| Nazionalità | Giocatore        | Ranking* | Testa di serie |
| ----------- | ---------------- | -------- | -------------- |
| Ungheria    | Márton Fucsovics | 97       | 1              |
| Francia     | Hugo Gaston      | 106      | 2              |
| Rep. Ceca   | Tomáš Macháč     | 112      | 3              |
| Stati Uniti | Michael Mmoh     | 118      | 4              |
| Austria     | Jurij Rodionov   | 122      | 5              |
| Svezia      | Elias Ymer       | 128      | 6              |
| Paesi Bassi | Jelle Sels       | 133      | 7              |
| Belgio      | Zizou Bergs      | 135      | 8              |

* Ranking al 14 novembre 2022.

### Altri partecipanti
I seguenti giocatori hanno ricevuto una wild card per il tabellone principale:
- Federico Arnaboldi
- Gianmarco Ferrari
- Stefano Travaglia

I seguenti giocatori sono passati dalle qualificazioni:
- Mathys Erhard
- Arthur Fils
- Alibek Kachmazov
- Illja Marčenko
- Stuart Parker
- Andrew Paulson

I seguenti giocatori sono entrati in tabellone come lucky loser:
- Evgenij Karlovskij
- David Poljak

## Campioni

### Singolare
Leandro Riedi ha sconfitto in finale  Michail Kukuškin con il punteggio di 7–6(4), 6–3.

### Doppio
Julian Cash /  Henry Patten hanno sconfitto in finale  Francesco Forti /  Marcello Serafini con il punteggio di 6(3)–7, 6–4, [10–4].